# Vattenvåg

Simulering av enskilda vattenelement som rör sig i en cikulär bana när vågen passerar. Ett flötes rörelse vid metfiske visar tydligt vattenelementens rörelse vid ytan enligt vad som visas för en enskild punkt i figuren ovan.

Vattenvågor är ytvågor i det översta lagret i en vattensamling, till exempel i ett hav. De kan uppstå av exempelvis vind, vattenströmmar eller geologiska aktiviteter och kan färdas tusentals mil innan de möter land. Storleken varierar mellan små kapillärvågor till stora tsunamier som ute till havs kan uppgå till några få decimeter i våghöjd och knappt märkbara. Den enskilda vattenelementens rörelse i en våg är mycket lokal.

## Alstrande kraft
En vind som blåser på vattenytan är den dominerande orsaken till vattenvågors uppkomst. Genom att en våg på vattenytan, även med en från början mycket liten våghöjd bildar en stor yta med en viss vinkel mot luftströmmen erhålls en avsevärd tryckkraft genom det bakom vågen i vindriktningen uppstående undertrycket p.g.a. turbulens som snabbt förstärker vågen och vågor byggs snabbt upp vid ökande vindstyrka. Även andra externa krafter på vattnet kan generera vågor, det kan vara allt från vattenströmmar, vågsvall från fartyg, jordbävningar eller plötsliga förskjutningar i vertikal led av kontinentalplattor på havsbotten till månens dragningskraft (gravitationskraft) på jordens vattenmassor. På öppet hav där vattnet inte påverkas av någon bromsande effekt från havsbotten eller öar kan i extremfall vågor upp mot 40 meters våghöjd bildas vid stadiga vindstyrkor på 25–30 m/sek som får verka under en längre tid.

## Återställande kraft
För vågor med våglängd mindre än 1,7 cm är det ytspänningen som är den viktigaste återställande kraften. Denna kraft försöker återställa vattnet till ett jämviktstillstånd med minimal yta. Detta i sin tur orsakar den oscillerande vågrörelsen. Dessa vågor kallas för kapillärvågor. För vågor med våglängd större 1,7 cm är det istället jordens tyngdacceleration som är den dominerande återställande kraften. Sådana vågor kallas för gravitationsvågor.

## Vattnets rörelse
När våglängden är kortare än vattendjupet (s.k. korta vågor) rör sig vattenpartiklarna i cirkulära banor. Dessa banor kallas för orbitalbanor. I vågtoppen rör sig vattnet med vågens rörelseriktning och i vågdalen mot densamma. Även vattenpartiklar som inte befinner sig i den absoluta ytan rör sig i sådana cirkulära banor. Men radien minskar snabbt med ökat djup. På djup motsvarande våglängden är radien endast 0,2% av den vid vattenytan.[källa behövs] I djupt vatten är vågornas utbredningshastighet c beroende på våglängden λ (ett exempel på dispersion). Långa vågor löper snabbare, något som man kan se om man kastar en sten i vattnet. Formeln är: 
{\displaystyle c\approx {\sqrt {\frac {g\lambda }{2\pi }}}}.
När våglängden är längre än vattendjupet (s.k. långa vågor) blir orbitalbanan mer elliptisk, särskilt djupare ner. När vattendjupet är mycket litet, exempelvis vid stranden, har orbitalbanan plattats ut så mycket att vattnet endast strömmar fram och tillbaka. I grunt vatten beror hastigheten endast på djupet. Eftersom vågens utbredningshastighet avtar med minskande vattendjup beroende på viskös friktion, blir vågen också högre och vid en viss punkt bryter den övre vattenmassan, som har en högre hastighet än underliggande vattenmassa, som ett vattenfall med efterföljande luftinblandning när den fritt fallande vattenmassan träffar den underliggande vattenmassan eller botten och den kontinuerliga vågrörelsen kollapsar. Vid långgrunda stränder med likartat vattendjup tvärs vågen kommer vågfronten in mot stranden över en stor bredd. Formeln för hastigheten där djupet betecknas med h :
{\displaystyle c\approx {\sqrt {gh}}\ } för {\displaystyle \ h<{\frac {\lambda }{20}}}.
Fenomenet att vattenvågor bryter när en våg närmar sig land är speciellt påtagligt vid mycket abrupta förändringar i bottenformen, från ett mycket stort vattendjup (mer än 20 m) till plötsligt litet djup och därifrån ett långt successivt grundare område in mot fast land. Detta utnyttjas i sporten surfing. En av de mest kända stränderna med dessa bottenförhållanden som kan ge mycket höga vågor är Sunset Beach på Oahu, Hawaii där våghöjder på ett 10-tal meter lätt kan uppstå av dyningar som kommer in mot land efter kraftiga stormar ute till havs.
Tsunami eller hamnvåg är exempel på långa vågor som när de kommer in på grundare vatten kan resa sig som en vägg genom plötsligt minskande vattendjup. Vid ett havsdjup på ungefär 4 km är utbredningshastigheten där jämförbar med ett trafikflygplans marschfart på 700–800 km/h med våghöjd som kan vara några decimeter och knappt märkbara även för mindre fartyg.

## Vattenströmning i ytskiktet
Vid blåst utsätts ytvattnet alltid för friktionskrafter av luftens strömningshastighet relativt vattenytan. I vattenlagret närmast ytan sker det därför alltid en viss vattenströmning som gör att ytvatten transporteras i vindriktningen, men med en betydligt lägre hastighet än vågens utbredningshastighet. Fenomenet leder i kustområden till att ytvatten som värmts upp av solen transporteras in mot land vid s.k. pålandsvind samtidigt som kallt bottenvatten strömmar ut från land. Det omvända sker vid frånlandsvind vilket gör att vattentemperaturen i ytskiktet kan förändras kraftigt från dag till dag beroende av aktuell vindriktning och vindhastighet. Detta är speciellt påtagligt vid relativt låga vindstyrkor på mellan 4 och 6 m/s på djupa öppna fjärdar där solen kan värma upp stora vattenytor utan att strömningen störs av öar, varierande vattendjup eller för kraftig omblandning av ytvattnet som är fallet när vindstyrkan ligger över 8–10 m/s. Sjöbris med en vindstyrka på maximalt 6 m/s är den typ av stadig ihållande vind som ger den mest tydliga effekten av detta.

## Typer av vattenvågor
- Bränning
- Dyning
- Seicher
- Svall
- Vindvågor
- Tidvattenvåg
- Tsunami
- Monstervåg